# 路易斯·薩羅姆
路易斯·海梅·薩羅姆·歐拉奇（1991年8月7日—2016年6月3日）是一位西班牙世界摩托車錦標賽車手。薩羅姆在加泰隆尼亞賽道的練習賽發生意外事故身亡，當時，他在過彎時發生轉倒，在高速下撞上護欄及摩托車。他自2014年開始參賽Moto2級別，共完賽41場，3度登上頒獎台，其中包括2016年卡達賽季開幕站。薩羅姆離世時，他的2016年Moto2錦標賽積分榜排名位於第10名。在此之前，他也曾參加Moto3，總計拿下9座分站冠軍，並在2012及2013年分別拿下亞軍及季軍的成績。

## 職業生涯

### 早年生活
生於西班牙馬約卡島帕爾馬，薩羅姆自8歲開始參與摩托車賽事，拿下50cc巴利亞利超級摩托車錦標賽（Campeonato de Baleares Supermotard）冠軍。自2005年起，他晉級至125cc錦標賽，再度連續兩年成為巴利亞利冠軍，接著，在2007年轉戰CEV圓盾錦標賽（CEV Buckler）。
轉戰國家錦標賽的首個完整賽季，薩羅姆在加泰隆尼亞站上頒獎台，最終取得該系列賽的第7名。他在2007年參加紅牛青年盃，靠著在阿森的冠軍及赫雷斯的亞軍，最終在積分榜取得第4名。他於2008年再度參賽，並在賽季首5場賽事中拿下4場冠軍，與J·D·比奇保有13分的領先。薩羅姆因為在薩克森林及布爾諾兩場分站皆以退賽收場，造成他的積分領先在賽季結束後被比奇以4分超越。他也在CEV圓盾錦標賽敗給埃弗倫·巴斯克斯，名列亞軍。

### 125cc/Moto3世界錦標賽（2009－2013年）

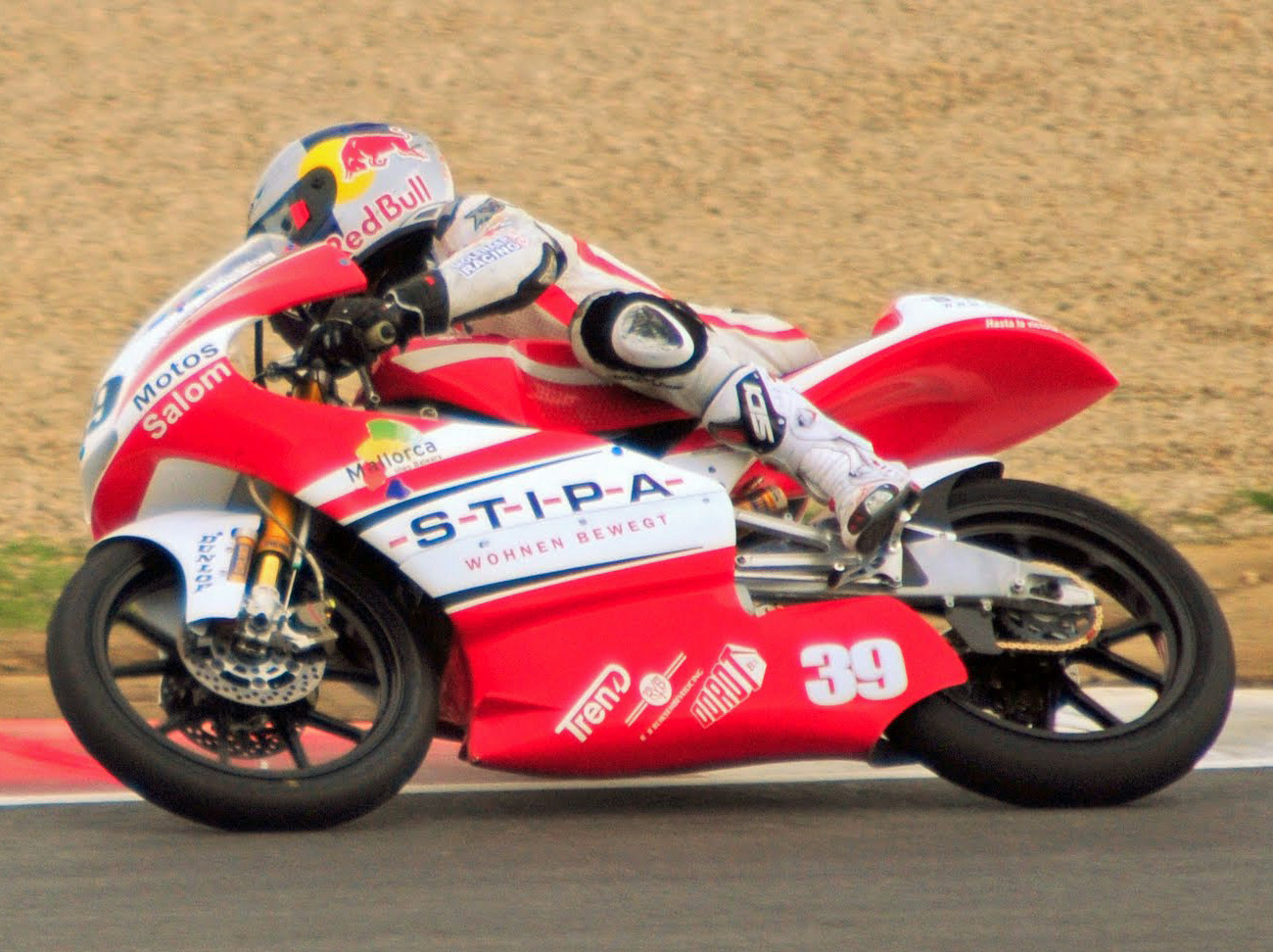
路易斯·薩羅姆，2010年銀石

薩羅姆以外卡車手身分，在2009年西班牙大獎賽首度登上大獎賽賽場，最終取得第23名。在經過加泰隆尼亞的另一場外卡參賽後，薩羅姆頂替了WRB車隊中西蒙納·柯西的席位，成為錦標賽的正式車手。在12場分站賽事中，薩羅姆取得21個積分，並在多寧頓取得他本季最佳的第6名成績。
2010年賽季，薩羅姆轉隊至蘭美達車隊。在赫雷斯為蘭美達取得唯一的積分後，薩羅姆轉至斯提帕-莫倫拿車隊（Stipa-Molenaar Racing）完成剩餘的賽季。轉隊後的薩羅姆又再取得71分，其中包含9次前10名完賽，在年度積分榜上名列第12。
2012年，薩羅姆在印第安納波利斯最後一圈的纏鬥中，擊敗桑德羅·科蒂斯及馬維里克·維那勒斯，贏得生涯首座大獎賽冠軍。隨後，又在亞拉岡奪得第二座分站冠軍。最終，他在年度積分榜敗給科蒂斯，屈居第二。
薩羅姆在2013年賽季轉隊至紅牛KTM Ajo。他主宰了大半個賽季，前8場分站皆站上頒獎台完賽，其中包含4場分站冠軍，並自加泰隆尼亞分站開始保有積分領先。到了印第安納波利斯分站，薩羅姆在排位賽發生嚴重的轉倒，傷及他的腳後跟，但他仍選擇帶傷上陣，以保持他的積分優勢。他在正賽以第5名完賽，這是他本賽季開季以來最糟的成績，也是本季首次未能站上頒獎台。傷勢未癒的他又再拿下布爾諾及銀石兩場分站冠軍，將積分差距擴大至26分，並有足夠的時間修養腳傷。然而，薩羅姆爭奪年度冠軍的機會在茂木町出現變數，當時，他在起跑後暫居第3名，卻受到爭奪冠軍對手馬維里克·維那勒斯的堂哥以撒·維那勒斯引起的事故牽連。重整上場後，他又發生第二起事故，最終僅能以退賽收場，也讓對手馬維里克·維那勒斯及亞歷克斯·里斯獲得迎頭趕上的機會。但是，里斯也在不久後發生失誤，而維那勒斯則以第2名完賽，取得攸關年度冠軍的20分。到了賽季的收官站瓦倫西亞，前三名車手的積分僅相距在5分以內，積分領先的薩羅姆在第15圈發生轉倒，跌落至賽場的最後一名，使得維那勒斯與里斯得以在最後一彎爭奪年度冠軍。最終，薩羅姆以第14名的成績衝線，並取得最快圈速紀錄，雖然他在本季贏得最多的分站冠軍，但在積分榜上僅能居於第3名。

### Moto2世界錦標賽（2014－2016年）
2013年9月，薩羅姆與龐斯車隊簽下一紙兩年合約，將與曾經的對手馬維里克·維那勒斯成為隊友。加泰隆尼亞大獎賽期間，他與約納斯·福爾格發生碰撞，造成兩人雙雙退賽。賽後，薩羅姆被送醫診出手指骨折。
2016年，薩羅姆轉隊至SAG車隊（SAG Racing Team），與傑斯可·拉芬搭檔。

## 逝世

修正過的賽道降低了13號彎的車速。

2016年6月3日，2016年加泰隆尼亞Moto2大獎賽第二階段自由練習賽剩下25分鐘時，薩羅姆在第12號彎發生車禍，導致賽會部署紅旗。MotoGP賽會的攝影機並沒有捕捉到事故當下的畫面，而是被13號彎附近的監視器記錄下模糊的影像。他的摩托車撞上充氣護欄後反彈，同時，摔下車的薩羅姆沿著摩托車的路徑滑行，撞上反彈的摩托車及護欄。賽會立即派出救護車，將薩羅姆送往附近的加泰隆尼亞總醫院（Hospital General de Catalunya）進行手術。最終，薩羅姆在當地時間下午16時55分不幸逝世。
這是世界摩托車錦標賽自2011年馬來西亞摩托車大獎賽，義大利車手馬爾科·西蒙切利在雪邦身亡後的首件致命事故。因為這起致命事故，賽會將正賽的賽道改為一級方程式賽車所採用的布局，以降低事故路段的車速。2016年賽季末，賽道官方又對發生事故的彎角做了更進一步的修正，增加了12號彎的緩衝區域，並在一級方程式賽車的14彎前設置了一個摩托車專用的減速彎。
薩羅姆的車隊在他逝世四日後公布遙測數據，研判摩托車失控的主因是他在12號彎煞車駛過一處顛簸路段。遙測數據顯示，由於薩羅姆在出11號彎後加速較慢，為了在12號彎保持良好的彎速，使得他比以往晚9公尺才煞車。因此，不同於前幾圈早已釋放煞車，此時的他是在煞車狀態下駛過不平整的柏油路段，導致前輪駛產生應力而發生事故。
為了悼念薩羅姆，國際摩托車賽車協會在2016年MotoGP獎宣布，他的車號39號將在Moto2級別退休。

## 外部連結
- motogp.com上的個人頁面 （页面存档备份，存于）
- 官方网站